# Bobby Byrne

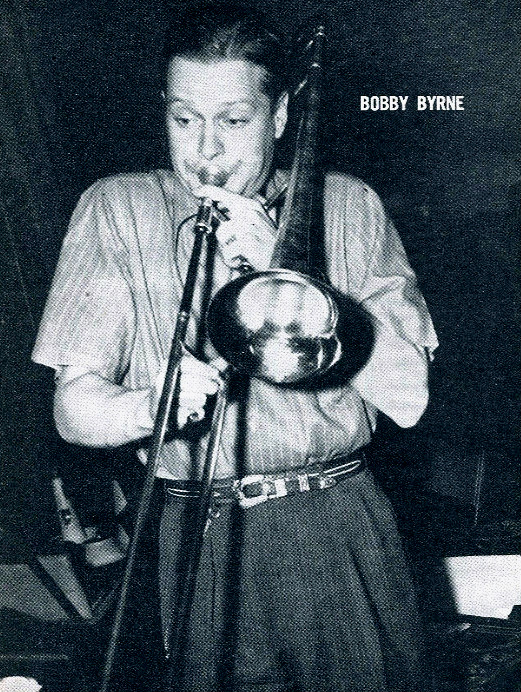
Bobby Byrne

Bobby Byrne (* 10. Oktober 1918 in Columbus, Ohio; † 25. November 2006 in Irvine, Kalifornien) war ein US-amerikanischer Posaunist und Bigband-Leader im Bereich des Swing, des Dixieland Jazz und der Populären Musik.

## Leben
Byrne wurde bekannt als Posaunist in den Orchestern der Dorsey Brothers, in dem im Alter von 16 Jahren seine Karriere begann; nach der Trennung der Brüder spielte er bei Jimmy Dorsey als Solist. 1939 gründete er ein eigenes Orchester, das zunächst wenig erfolgreich war, dann jedoch mit seinem Engagement im Glen Island Casino den Durchbruch schaffte; die folgenden Radioübertragungen und seine Plattenaufnahmen für Decca machten ihn bald bekannt. Ende April 1940 hatte er einen Hit in den Billboard Top 30 mit dem Stück „Easy Does It“, den Sy Oliver und Trummy Young geschrieben hatte. Bandsängerin war Dorothy Claire, kurz vor dem Ende der Band war Don Redman als Arrangeur tätig. Einen weiteren Hit hatte er im Oktober mit „Maybe“ (#18), der in der Version der Ink Spots populär war. Der letzte seiner Hits war „You Walk By“ (#22), der damals in den Versionen von Eddy Duchin, Blue Barron, Tommy Tucker, Kenny Baker oder Wayne King aktuell war.
Der Kriegseintritt der USA unterbrach seine Karriere, er leitete jedoch auch eine Army-Band; im Herbst 1945 kehrte er ins Musikgeschäft zurück und gründete 1946 ein neues Orchester, der auch Les Elgart und Ed Shaughnessy angehörten, gab jedoch bald die Leitung der Band auf; er wurde freischaffender Musiker im Raum New York und arbeitete mit Billy Bauer und Bobby Hackett. Byrne wirkte zwischen 1952 und 1960 u. a. an Aufnahmen von Pearl Bailey, Cannonball Adderley, Ella Fitzgerald, Lena Horne, Della Reese, Cootie Williams, Charlie Barnet, Urbie Green und Lionel Hampton mit. Daneben arbeitete er für Fernsehshows; so hatte er eine 1952 bis 1954 Dixieland-Combo, trat in der von Lucky Strike gesponserten Hit Parade auf und wirkte in Shows von Milton Berle, Perry Como und Patti Page mit.
Ende der 1960er veröffentlichte er eine Reihe Easy-Listening-Alben wie z. B. "Shades of Brass", in denen er zunehmend Synthesizer verwendete, was in seiner Hair-Interpretation "Electric HAIR" besonders deutlich zu hören ist. Er beendete seine aktive Musikerkarriere und wurde in der Geschäftsleitung des von Enoch Light gegründeten Plattenlabels Command Records tätig, spielte aber noch als Studiomusiker für das Label.
Bobby Byrne zählte mit seinem romantischen, aber kraftvollen Spiel zu den angesehensten Solisten einer Zeit. Andererseits wurde Byrne als immer mit sich und seinen Musikern unzufriedener Perfektionist beschrieben, was zu erheblichen Frustrationen seiner Bandmitglieder führte und ihn letztendlich als Bandleader wenig erfolgreich machte, da in seinem Orchester stets eine angespannte Atmosphäre herrschte.

## Diskographische Hinweise
- Jazz, Dixieland – Chicago (Grand Award, 1954)
- Mukrat Rumble (Grand Award, 1954)
- The Jazzbone’s Connected to the Trombone (Grand Award, 1959)
- Dance discotheque, Vol. 2 (Command, 1966)